# 凹脉菝葜
凹脉菝葜（学名：Smilax lanceifolia var. impressinervia）为百合科菝葜属下的一个变种。

## 扩展阅读
- 維基物種上的相關：凹脉菝葜